# Informační gramotnost
Informační gramotností (information literacy) je znalost a uvědomění si, kdy a proč potřebujeme informace, kde je najít a jak je vyhodnotit, použít a jak je sdělovat etickým způsobem. Informační gramotnost není zaměnitelná s počítačovou gramotností, protože u informačně gramotného jedince se předpokládá počítačová gramotnost, naopak počítačově gramotný jedinec nemusí být nutně informačně gramotný.

## Definice a historie jeho pojmu
Poprvé byl termín informační gramotnost použit tehdejším prezidentem Information Industry Association Paulem Zurkowskim v roce 1974. Informačně gramotný byl podle něj jedinec „připravený používat informační zdroje při práci, který se při řešení problémů naučil využívat širokou škálu technik a informačních nástrojů stejně jako primární zdroje.“
Roku 1989 byla zveřejněna ve zprávě Komise pro informační gramotnost asi nejčastěji používaná definice. K dosažení informační gramotnosti musí být jedinec schopen rozeznat, kdy potřebuje informace, a dále je vyhledat, vyhodnotit a efektivně využít. Informačně gramotní lidé se naučili, jak se učit. Vědí, jak se učit, protože vědí, jak jsou znalosti pořádány, jak je možné informace vyhledat a využít je tak, aby se z nich další mohli učit. Jsou to lidé připravení pro celoživotní vzdělávání, protože mohou vždy najít informace potřebné k určitému rozhodnutí či k vyřešení daného úkolu.
Podle Dombrovské se informační gramotnost rovná součtu funkční a informační gramotnosti, přičemž počítačová gramotnost je jednak součástí informační gramotnosti a jednak základnou pro rozvoj funkční gramotnosti ve společnosti, která je na informačních a komunikačních technologiích založena.
Podle Odborné komise pro informační vzdělávání a informační gramotnost na vysokých školách je informační gramotnost chápána jako funkční gramotnost v informační společnosti, společnosti na rozvoji takových technologií založené. K funkční gramotnosti proto přidáváme ICT gramotnost, jako schopnost uživatelské práce s počítačem (a dalšími nástroji) a sítěmi (zejména internetem), zdůrazňujeme však, že práce s ICT je vždy práce s nástroji a podporuje ostatní složky informační gramotnosti.
Z praxe knihovníků a informačních knihovníků se ukazuje potřeba zdůraznit ještě jeden aspekt práce s informacemi, a to etický přístup a znalost práv a povinností, které s informacemi souvisí. Tedy je nutno vědět, že použité zdroje je třeba řádně citovat a nakládat s nimi bez porušování autorského práva.

### Moskevská deklarace mediální a informační gramotnosti
Ve dnech 24. až 28. června 2012 proběhla v Moskvě mezinárodní konference o mediální a informační gramotnosti pro znalostní společnost.

Zúčastnilo se přes 130 účastníků ze 40 zemí celého světa. Jeden z bodů definoval mediální a informační gramotnost následovně: „MIG je definována jako kombinace znalostí, postojů, dovedností a postupů potřebných pro přístup, analýzu, hodnocení, používání, vytváření a komunikaci informací a znalostí kreativními, legálními a etickými cestami, které respektují lidská práva. Mediálně a informačně gramotní jednotlivci by měli být schopni použít různá média, informační zdroje a kanály ve svém soukromém, profesionálním i veřejném životě. Vědí, kdy a jakou informaci potřebují a k čemu a vědí kde a jak jí získat. Chápou to, kdo a proč informaci vytvořil, stejně jako roli, povinnost a funkci médií, informačních producentů a paměťových institucí. Zvládají analyzovat informace, zprávy, přesvědčení a hodnoty přenášené prostřednictvím médií a jakýchkoliv producentů obsahu a jsou schopni informaci zhodnotit. MIG kompetence tak přesahují kompetence spojené s informační a komunikační technologií a zahrnují i učení, kritické myšlení a interpretační dovednosti napříč odbornými, vzdělávacími a společenskými hranicemi. MIG se týká všech typů médií (orální, tištěné, analogové i digitální) a všech forem a formátů zdrojů.“

## Způsobilosti informačně gramotného člověka podle definici
Různé definice informační gramotnosti se navzájem liší, přesto mají jisté společné prvky, podle nichž by informačně gramotný člověk měl mít osvojeny následující způsobilosti a měl by dokázat:
- identifikovat informační potřeby,
- pro získání informací zvolit nejvhodnější strategii,
- využívat odpovídající zdroje a informační systémy,
- v informačních zdrojích vyhledat požadované informace,
- získané informace kriticky zhodnotit,
- informace vhodně zpracovat a využít,
- informace zprostředkovat jiným lidem v různých podobách
- a prostřednictvím různých technologií,
- posoudit morální a právní aspekty využívání informací.

## Cíle informační výchovy
Ke zvýšení gramotnosti vede informační výchova. Zatímco informační gramotnost je cílem, informační výchova je proces, který k tomuto cíli vede. Získání informační gramotnosti není jednorázovou záležitostí, ale má kontinuální a dlouhodobý charakter, z toho důvodu nemůže být ani informační výchova omezena na určitou fázi vývoje osobnosti ani na určitý stupeň vzdělávání, avšak měla by fungovat ve všech stadiích vývoje člověka a na všech stupních vzdělávání.

V rámci informační výchovy na vysokých školách byly Odbornou komisí pro informační vzdělávání a informační gramotnost stanoveny standardy pro znalosti, schopnosti a dovednosti informačně gramotného vysokoškolského studenta, které se však týkají pouze jeho studia a odborné práce v oboru, tak že:
- je schopen porozumět odborným textům svého studijního oboru, abstrahovat z nich podstatné myšlenky a zároveň sám psát odborné texty s využitím poznatků z informačních zdrojů, které cituje s ohledem na autorský zákon a podle zásad tvorby bibliografických citací,
- zná a sleduje klíčové informační zdroje svého studijního oboru, na základě pokročilých způsobů vyhledávání a s ohledem na právní i morální aspekty této činnosti z nich umí získat relevantní informace a takto vyhledané informace různého typu a formátu organizuje a uchovává pro další využití při své odborné práci,
- využívá prameny numerických a technických informací, vyhledává a zpracovává numerická a technická data a používá je při své odborné práci,
- ovládá mateřský jazyk a dokáže se v něm slovně i písemně vyjadřovat, zná a používá odbornou terminologii svého studijního oboru v mateřském i cizím jazyce, zejména angličtině, na úrovni potřebné k práci s odbornými informačními zdroji a komunikaci v rámci komunity daného oboru,
- používá běžně dostupné informační a komunikační technologie potřebné k vyhledání, získání, zpracování a prezentaci informací (různého typu a formátu), které se týkají jeho studia a odborné práce,
- je si vědom morálních a právních aspektů využívání informací a pracuje s informacemi v souladu s autorskou etikou a autorským právem.[6]